# Michael E. Fossum
Michael E. Fossum, född 19 december 1957 i Sioux Falls, är en amerikansk astronaut uttagen i astronautgrupp 17 den 4 juni 1998.

## Rymdfärder
- Discovery - STS-121
- Discovery - STS-124

## Rymdfärdsstatistik
| Färd    | Datum            | Tid       | EVA     |
| ------- | ---------------- | --------- | ------- |
| STS-121 | 4 - 17 juli 2006 | 306:37:54 | 0:00:00 |
| Totalt  | Totalt           | 306:37:54 | 0:00:00 |